# Milton (Delaware)
Pour les articles homonymes, voir Milton.
Milton est une ville américaine située dans le comté de Sussex, dans l'État du Delaware.

## Démographie
| 1860 | 1870 | 1880  | 1890  | 1900 | 1910  |
| ---- | ---- | ----- | ----- | ---- | ----- |
| 780  | 824  | 1 026 | 1 074 | 948  | 1 038 |

| 1920 | 1930  | 1940  | 1950  | 1960  | 1970  |
| ---- | ----- | ----- | ----- | ----- | ----- |
| 898  | 1 130 | 1 198 | 1 321 | 1 617 | 1 490 |

| 1980  | 1990  | 2000  | 2010  | - | - |
| ----- | ----- | ----- | ----- | - | - |
| 1 359 | 1 417 | 1 657 | 2 576 | - | - |

Selon le recensement de 2010, Milton compte 2 576 habitants. La municipalité s'étend sur 1,90 milles carrés (4,92 km2), dont 1,80 milles carrés (4,66 km2) de terres.

## Économie
- Dogfish Head Brewery a son siège social dans cette ville